# Волтурвил (Џорџија)
Волтурвил (енгл. Walthourville) град је у америчкој савезној држави Џорџија. По попису становништва из 2010. у њему је живело 4.111 становника.

## Демографија
Према попису становништва из 2010. у граду је живело 4.111 становника, што је 81 (2,0%) становника више него 2000. године.
| Група             | 2000.         | 2010.         |
| Белци             | 1.411 (35,0%) | 1.135 (27,6%) |
| Афроамериканци    | 2.219 (55,1%) | 2.373 (57,7%) |
| Азијати           | 38 (0,9%)     | 58 (1,4%)     |
| Хиспаноамериканци | 257 (6,4%)    | 340 (8,3%)    |
| Укупно            | 4.030         | 4.111         |